# Apoštolský protonotář

Schéma znaku apoštolského protonotáře

Chórový oděv apoštolského protonotáře, včetně biretu a mantelety

Apoštolský protonotář je nejvyšší titul, který může obdržet katolický kněz (nikoli však biskup) od papeže (jako ještě vyšší ocenění pro zejména starší kněze papežové příležitostně používají titul kardinála-jáhna spolu s dispensem od biskupského svěcení – které jinak kanonické právo kardinálům předepisuje – např. kardinál Tomáš Špidlík). Jedná se o nejvyšší z hierarchie kaplanů jeho svatosti, neboli čestného titulu udělovaného papežem.
Dalším stupněm je pak přímo biskupské svěcení. Titul se proto užívá pro kněze, kterým je nutno propůjčit vysokou důstojnost úřadu, ale z určitého důvodu není v daný moment vhodné nebo možné jejich jmenování biskupem či kardinálská kreace.

## Historie
Titul apoštolského notáře náležel do roku 1969 následujícím hodnostářům, rozdělených do pěti tříd:
- protonotarii apostolici de numero participantium, udělován apoštolským protonotářům, kteří jsou členy kolegia apoštolských protonotářů. Jejich úkoly spočívaly v činnosti v rámci římské kurie. Existovala kvóta, která určovala, kolik z nich musí být doktory teologie, církevními právníky a historiky.
- protonotarii apostolici supranumerarii, dignita, kterou mohli získat kanovníci čtyř římských bazilik a několika dalších kapitul mimo Řím, jimž toto právo bylo uděleno
- protonotarii apostolici ad instar (sc. participantium), byli jmenováni papežem a náležela jim všechna práva spojená s titulem, oděv, avšak bez povinností
- protonotarii titulares seu honorarii, mimo Řím, jmenováni nunciem
- Kaplani 1. třídy maltézského řádu

## Užití

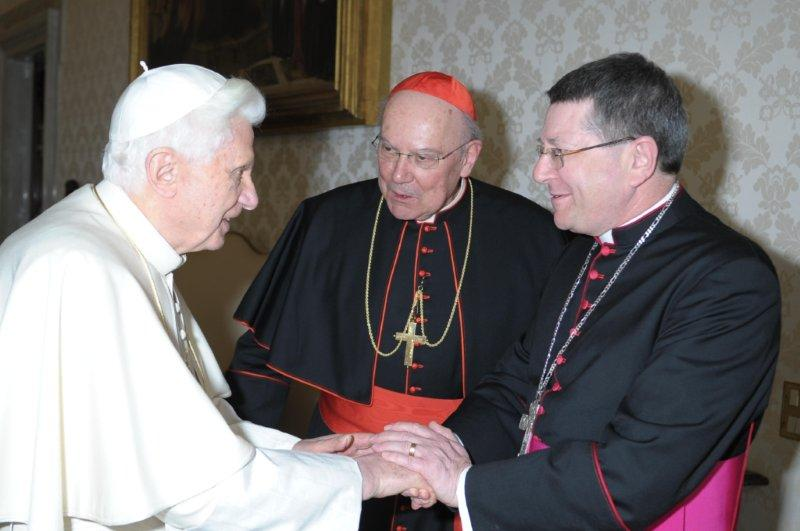
Zleva papež Benedikt XVI., kardinál Levada a apoštolský protonotář Newton

Po roce 1969 je titul udělován ve dvou třídách:
- protonotarii apostolici de numero je udělován apoštolským protonotářům, kteří jsou členy kolegia apoštolských protonotářů. Jejich úkoly jsou v rámci římské kurie, zejména ohledně asistence při přípravě papežských dokumentů (encyklik, bul, motu proprio, apod.).
- protonotarii apostolici supernumerarii se užívá pro představené všech osobních ordinariátů, pokud existuje překážka pro biskupské svěcení u případného kandidáta (typicky manželství)